# Pablo Zibes

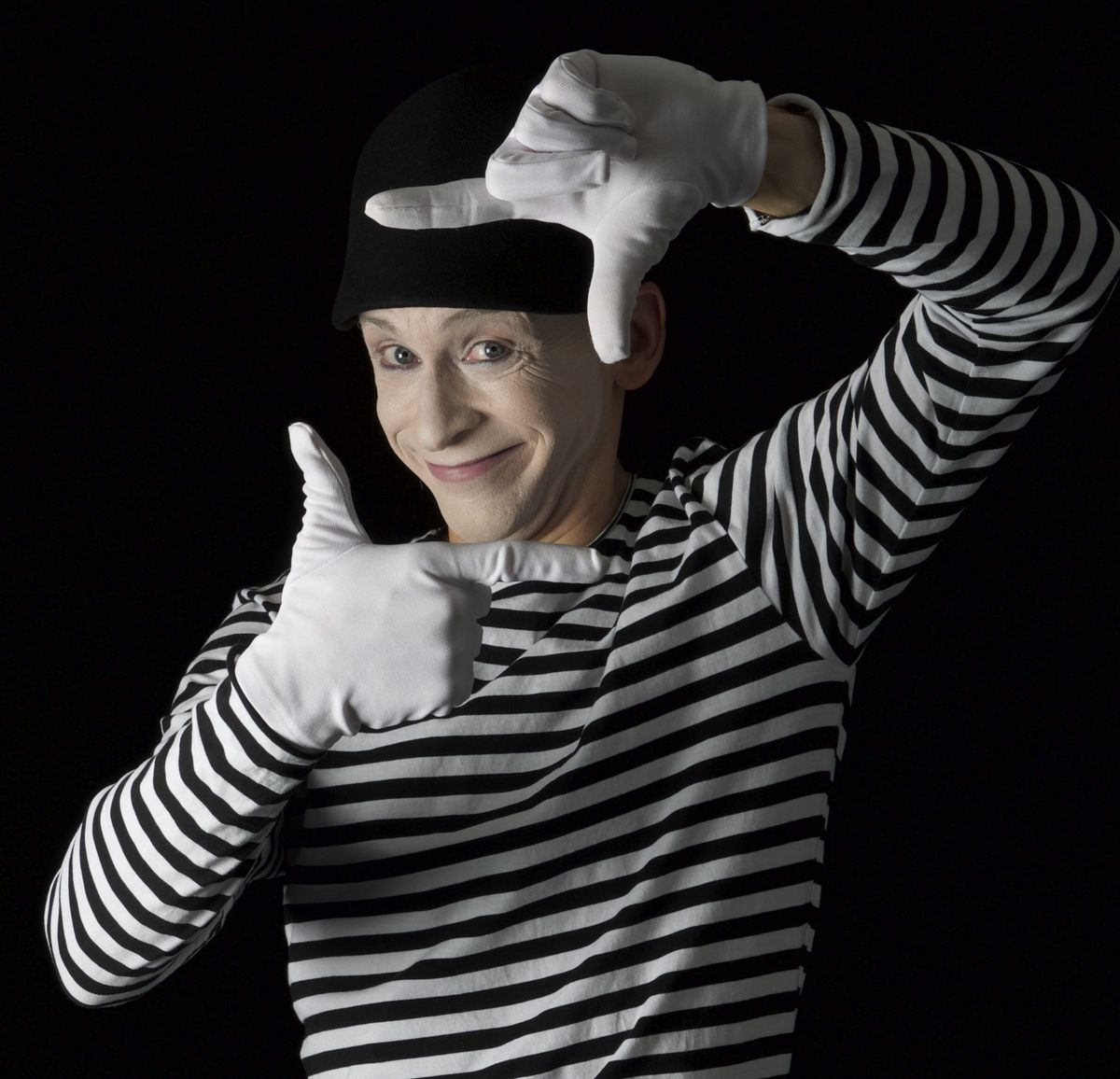
Pantomime Pablo Zibes

Pablo Zibes (* 1971 in Buenos Aires) ist ein argentinischer Pantomime und Schauspieler.

## Leben
Nach seiner Schauspielausbildung, unter anderem an der Escuela Municipal de Arte Dramático (EMAD) in Buenos Aires, entdeckte Pablo Zibes seine Leidenschaft für die Pantomime. Er besuchte zahlreiche Kurse in Argentinien und Europa, darunter an der renommierten schweizerischen Schauspielschule Scuola Teatro Dimitri. Im Alter von 22 Jahren unternahm er eine einjährige Weltreise durch Europa und Asien, die er größtenteils durch pantomimische Darbietungen in der Öffentlichkeit finanzierte. Diese spontanen Auftritte fanden großen Anklang und motivierten ihn, sein Leben dem Studium der Pantomime zu widmen. Dabei sammelte er wertvolle Erfahrungen als Pantomime und Straßenkünstler, insbesondere im Umgang mit dem Publikum und der Improvisation.
Ein zentraler Bestandteil seiner künstlerischen Arbeit sind Walkacts. Er tritt regelmäßig auf Festivals, Messen, im Fernsehen und bei anderen Events auf.
Für sein außergewöhnliches Projekt „Lebendige Kunstwerke“, das er gemeinsam mit dem Kunstmaler Manuel Hernández Bastante entwickelte, wurde er 2003 mit dem Sonderpreis des Grazie Mantua Festivals in Italien ausgezeichnet. In diesem Projekt werden berühmte Gemälde sowohl auf Leinwand als auch auf Asphalt zweidimensional nachgestellt, während Pablo Zibes sich als unbeweglicher Bestandteil des Kunstwerks in die Szenerie einfügt.
Seit 2021 ist er Initiator und Leiter des Projekts „KunstCaching“ in Stuttgart und Karlsruhe.
Seit 2024 arbeitet er mit dem Magier Marco Miele zusammen und kombiniert in ihrer gemeinsamen Show „PantoMagic“ Pantomime mit Magie.
Pablo Zibes lebt in Stuttgart.

## Auszeichnungen
- 1999: Sonderpreis beim Gaukler- und Kleinkunstfestival in Koblenz[12]
- 2000: Bochumer Kleinkunstpreis[13]
- 2003: Grazie Mantua Festival, Italien[14]